# Cribrarula taitae
Cribrarula taitae is een slakkensoort uit de familie van de Cypraeidae. De wetenschappelijke naam van de soort is voor het eerst geldig gepubliceerd in 1993 door Burgess.